# Willie Heesakkers
Wilhelmus Henricus (Willie) Heesakkers (Eindhoven, 1 februari 1938 – Eindhoven, 29 september 2006) was een Nederlands profvoetballer. Hij stond onder contract bij achtereenvolgens PSV, VVV en Helmondia '55.

## Loopbaan
Heesakkers doorliep de jeugdopleiding van PSV en maakte daar op 13 november 1960 zijn competitiedebuut in het eerste elftal als invaller voor Jan Louwers tijdens een thuiswedstrijd tegen Sparta (5-4). Als rechtsbuiten of rechtsbinnen moest hij bij de Eindhovense club concurreren met de internationals Piet Kruiver en Piet van der Kuil. Heesakkers slaagde er bij PSV niet in om uit te groeien tot een vaste waarde en maakte in 1962 samen met ploeggenoot Evert Lafaire de overstap naar eerstedivisionist VVV. Daar liep hij in 1963 een hersenschudding op, toen hij in botsing kwam met een doelman van DHC. Een jaar later vertrok hij naar tweededivisionist Helmondia '55 waar hij nog vier jaar onder contract stond. Nadien kwam Heesakkers nog uit voor de amateurs van VV De Spechten, het Philips-bedrijfsvoetbalteam De Zwaluwen en werd hij in 1970 landskampioen zaalvoetbal met Van Wissen Sport.

## Carrièrestatistieken
| Seizoen         | Club            | Land            | Competitie       | Competitie | Competitie | Beker | Beker | Internationaal | Internationaal | Overig | Overig | Totaal | Totaal |
| Seizoen         | Club            | Land            | Competitie       | Wed.       | Dlp.       | Wed.  | Dlp.  | Wed.           | Dlp.           | Wed.   | Dlp.   | Wed.   | Dlp.   |
| --------------- | --------------- | --------------- | ---------------- | ---------- | ---------- | ----- | ----- | -------------- | -------------- | ------ | ------ | ------ | ------ |
| 1960/61         | PSV             | Nederland       | Eredivisie       | 11         | 3          | –     | 0     | 0              | 0              | 0      | 0      | –      | 3      |
| 1961/62         | PSV             | Nederland       | Eredivisie       | 1          | 0          | –     | 0     | 0              | 0              | 0      | 0      | –      | 1      |
| 1962/63         | VVV             | Nederland       | Eerste divisie   | 21         | 2          | 1     | 0     | –              | –              | –      | –      | 22     | 2      |
| 1963/64         | Helmondia '55   | Nederland       | Tweede divisie B | 14         | 3          | –     | 0     | 0              | 0              | 0      | 0      | –      | 3      |
| 1964/65         | Helmondia '55   | Nederland       | Tweede divisie B | –          | 1          | –     | 0     | 0              | 0              | –      | 0      | –      | 1      |
| 1965/66         | Helmondia '55   | Nederland       | Tweede divisie B | 28         | 9          | –     | 0     | 0              | 0              | 0      | 0      | –      | 9      |
| 1966/67         | Helmondia '55   | Nederland       | Tweede divisie   | –          | 0          | –     | –     | 0              | 0              | 0      | 0      | –      | 0      |
| Carrière totaal | Carrière totaal | Carrière totaal | Carrière totaal  | –          | 18         | –     | 0     | 0              | 0              | –      | 0      | –      | –      |